# 대한민국 형사소송법 제58조
대한민국 형사소송법 제58조는 공무원의 서류에 대한 형사소송법의 조문이다.

## 조문
제58조(공무원의 서류) ① 공무원이 서류를 작성함에는 문자를 변개하지 못한다.
 ②삽입, 삭제 또는 난외기재를 할 때에는 이 기재한 곳에 날인하고 그 자수를 기재하여야 한다. 단, 삭제한 부분은 해득할 수 있도록 자체를 존치하여야 한다.

## 참고 문헌
- 손동권 신이철, 새로운 형사소송법(초판, 2013), 세창, 2013. ISBN 9788984114081